# Condado de Lawrence (Alabama)
O Condado de Lawrence é um dos 67 condados do estado norte-americano do Alabama. De acordo com o censo de 2022, sua população é de 33.214 habitantes. A sede do condado e sua maior cidade é Moulton. O condado foi fundado em 1818 e o seu nome é uma homenagem a James Lawrence (1781-1813), oficial da Marinha dos Estados Unidos durante a Guerra anglo-americana de 1812.

## História

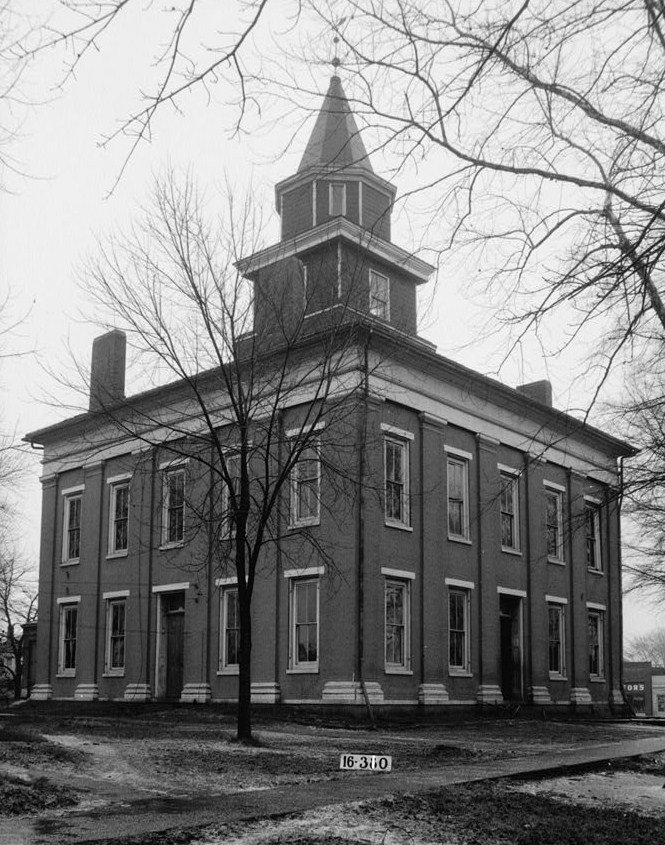
Antiga corte do condado de Lawrence

Por vários anos a área foi habitada por diversas culturas indígenas. Comunidades da cultura Copena, durante o Período Woodland Médio (1 - 500 d.C), construíram complexos trabalhos em terra como parte de seu sistema político-religioso. Seus montes tumulares e seus montes cerimoniais, os maiores no estado, estão preservados no Oakville Indian Mounds Park and Museum. O museu inclui exposições sobre os cherokees, grupo iroquês que habitava a região aquando do encontro com os europeus. Outros grupos que historicamente habitaram a área foram os choctaw, os chickasaw e os creek, ambos do ramo muscogee.
O condado foi estabelecido pela legislatura do Território do Alabama em 6 de fevereiro de 1818. Sob o Ato de Remoção Indígena, as reivindicações de terra das tribos do sudeste foram extintas, permitindo o estabelecimento dos americanos na área.
Muitos cherokees e mestiços cherokee-europeus, por vezes chamados "Black Dutch", permaneceram no condado de Lawrence. De acordo como censo, o condado possui o maior número de autodeclarados nativo-americanos no estado. 

## Geografia
De acordo com o censo, sua área total é de 1860 km², destes sendo 1789 km² de terra e 71 km² de água.

### Condados adjacentes
- Condado de Limestone, nordeste
- Condado de Morgan, leste
- Condado de Cullman, sudeste
- Condado de Winston, sul
- Condado de Franklin, oeste
- Condado de Colbert, oeste
- Condado de Lauderdale, noroeste

### Rios
- Rio Tennessee
- Sipsey Fork of the Black Warrior River

### Área de Proteção Nacional
- Floresta Nacional William B. Bankhead (parte)

## Transportes

### Principais rodovias
- U.S. Highway 72 Alternate
- State Route 20
- State Route 24
- State Route 33
- State Route 36
- State Route 101
- State Route 157
- State Route 184

### Ferrovias
- Norfolk Southern Railway

## Demografia
De acordo com o censo de 2022:
- População total: 33.214
- Densidade: 18 hab/km²
- Residências: 15.405
- Famílias: 12.469
- Composição da população:
  - Brancos: 78,6%
  - Negros: 10,4%
  - Nativos americanos e do Alaska: 5,9%
  - Asiáticos: 0,3%
  - Duas ou mais raças: 4,9%
  - Hispânicos ou latinos: 2,6%

## Comunidades

### Cidades
- Moulton (sede)

### Vilas
- Courtland
- Hillsboro
- North Courtland
- Town Creek

### Áreas Censitárias
- Hatton

### Comunidades não-incorporadas
- Caddo
- Chalybeate Springs
- Landersville
- Loosier
- Mount Hope
- Muck City
- Oakville
- Pittsburg
- Speake
- Wheeler
- Wolf Springs
- Wren
- Youngtown